# Edgar Jepson
Edgar Jepson, nato Edgar Alfred Jepson conosciuto anche come R. Edison Page (Kenilworth, 28 novembre 1863 – Hampstead, 12 aprile 1938), è stato uno scrittore inglese.
Scrisse principalmente gialli e romanzi popolari d'avventura, ma si dedicò anche a storie fantastiche e sovrannaturali.

## Biografia
Nella sua carriera di scrittore, Jepson fece uso dello pseudonimo di R. Edison Page per alcuni dei suoi racconti brevi. In altre opere collaborò con autori come John Gawsworth, Arthur Machen e Hugh Clevely. Jepson era anche un traduttore, segnatamente delle storie di Arsenio Lupin di Maurice Leblanc.
Jepson fu per breve tempo direttore di Vanity Fair. In questo periodo diede lavoro a Richard Middleton; dopo la morte di quest'ultimo, Jepson fece molto per conservarne la memoria.
Alcune delle opere di Jepson furono adattate per lo schermo e per la televisione.

### Vita privata
Due dei figli di Jepson divennero a loro volta scrittori. Suo figlio Selwyn fu un giallista, sua figlia Margaret una romanziera. La figlia minore di Margaret è la scrittrice Fay Weldon.

## Opere
- Sir Jones (1885), come "Jean F. Darrell Poges"
- Sibyl Falcon (1895)
- The Passion for Romance (1896)
- The Keepers of the People (1898)
- On the Edge of Empire (1899), con David Beames
- The Dictator's Daughter (1902)
- The Horned Shepherd (1904)
- The Admirable Tinker: Child of the World (1904)
- Lady Noggs, Peeress (1905)
- The Triumph of Tinker (1906)
- The Four Philanthropists (1907)
- Tangled Wedlock (1908)
- Arsène Lupin (1909), basato sulla commedia di Maurice Leblanc e Francis De Croisset
- The Mystery of the Myrtles (1909)
- The Girl's Head (1910)
- Lord Lisdor (1910)
- No. 19 (1910), noto anche come The Garden at 19
- Pollyooly (1911)
- Captain Sentimental and Other Stories (1911)
- House on the Mall (1911)
- The Terrible Twins (1913)
- The Second Pollyooly Book (1914)
- Alice Devine (1916)
- The Professional Prince (1917)
- Ann Annington (1918)
- The Loudwater Mystery (1920)
- Prince in Petrograd (1922)
- The Whiskered Footman (1922)
- Lady Noggs Assists (1924)
- Buried Rubies (1926)
- Peter Intervenes (1926)
- Emerald Tiger (1928)
- The Cuirass of Diamonds (1929)
- The Man with the Amber Eyes (1928), con Hugh Clevely
- The Murder in Romney Marsh (1929)
- The Moon Gods (1930)
- Gentle Binns (1931)
- Memories of a Victorian (1933), autobiografia
- Memories of an Edwardian and Neo-Georgian (1937), autobiografia

## Filmografia
Trasposizioni cinematografiche di opere di Jepson
- Polly Redhead, regia di Jack Conway - dal romanzo Pollyooly (1917)
- The Loudwater Mystery, regia di Walter West - dall'omonimo romanzo (1921)
- Her Winning Way, regia di Joseph Henabery - dal romanzo Ann Annington (1921)